# Yūji Katō
Pour les articles homonymes, voir Katō.
 (mai 2024).
La mise en forme du texte ne suit pas les recommandations de Wikipédia : il faut le « wikifier ».
Les points d'amélioration suivants sont les cas les plus fréquents. Le détail des points à revoir est peut-être précisé sur la page de discussion.
- Les titres sont pré-formatés par le logiciel. Ils ne sont ni en capitales, ni en gras.
- Le texte ne doit pas être écrit en capitales (les noms de famille non plus), ni en gras, ni en italique, ni en « petit »…
- Le gras n'est utilisé que pour surligner le titre de l'article dans l'introduction, une seule fois.
- L'italique est rarement utilisé : mots en langue étrangère, titres d'œuvres, noms de bateaux, etc.
- Les citations ne sont pas en italique mais en corps de texte normal. Elles sont entourées par des guillemets français : « et ».
- Les listes à puces sont à éviter, des paragraphes rédigés étant largement préférés. Les tableaux sont à réserver à la présentation de données structurées (résultats, etc.).
- Les appels de note de bas de page (petits chiffres en exposant, introduits par l'outil «  Source ») sont à placer entre la fin de phrase et le point final[comme ça].
- Les liens internes (vers d'autres articles de Wikipédia) sont à choisir avec parcimonie. Créez des liens vers des articles approfondissant le sujet. Les termes génériques sans rapport avec le sujet sont à éviter, ainsi que les répétitions de liens vers un même terme.
- Les liens externes sont à placer uniquement dans une section « Liens externes », à la fin de l'article. Ces liens sont à choisir avec parcimonie suivant les règles définies. Si un lien sert de source à l'article, son insertion dans le texte est à faire par les notes de bas de page.
- La présentation des références doit suivre les conventions bibliographiques. Il est recommandé d'utiliser les modèles {{Ouvrage}}, {{Chapitre}}, {{Article}}, {{Lien web}} et/ou {{Bibliographie}}. Le mode d'édition visuel peut mettre en forme automatiquement les références.
- Insérer une infobox (cadre d'informations à droite) n'est pas obligatoire pour parachever la mise en page.

Pour une aide détaillée, merci de consulter Aide:Wikification.
Si vous pensez que ces points ont été résolus, vous pouvez retirer ce bandeau et améliorer la mise en forme d'un autre article.
Yūji Katō (加藤 祐司, Katō Yūji, né le 30 juillet 1957) est un scénariste japonais.

## Carrière
Yūji Katō était originaire de la ville de Sendai, dans la préfecture de Miyagi.
- 1983: Deuxième prix pour son scénario "Typhoon Club (film) (台風クラブ)" dans le cadre de la Directors Company's Scenario Competition, une société de production cinématographique[1].
- 1984: Diplômé du département d'études artistiques de la faculté d'art et de design de l'Université des arts de Tokyo. S'inscrit au programme de maîtrise en beaux-arts de l'Université des arts de Tokyo. La même année, décide de réaliser le film "Typhoon Club (film) (台風クラブ)" et rencontre le réalisateur Shinji Sōmai (相米慎二, Sōmai Shinji). Accompagne l'équipe de tournage sur le site, participe au tournage et ajoute des dialogues à la demande du réalisateur Sōmai.
- 1985: A remporté le prix du meilleur scénario dans la division du personnel lors de la 40e édition des Prix du film Mainichi pour le film "Typhoon Club (film) (台風クラブ)"[2]. "Typhoon Club (film) (台風クラブ)" a remporté le prix d'excellence du film japonais dans la division production lors de la même prix[2]. Et le Grand Prix dans la catégorie Jeune Cinéma au 1er Festival international du film de Tokyo[3]. La même année, le film "Typhoon Club (film) (台風クラブ)" a été présenté au public.

## Vie privée
Il est ami avec le réalisateur Jūkōh Tanaka (田中じゅうこう, Tanaka Jūkōh) depuis plus de 20 ans et participe occasionnellement aux débats qui accompagnent la sortie de ses films.

## Travaux

### Scénarios
- "Typhoon Club (film) (台風クラブ)" (Toho films, 1985 film)
- "Obocchama-niwa-wakarumai! (お坊っチャマにはわかるまい!)" (TBS, 1986 feuilleton télévisé)
- "Katei-no-mondai (家庭の問題)" (TBS, 1987 feuilleton télévisé)
- "Yokubarike-no-hitobito (欲ばり家の人々)"(TBS, 1987 feuilleton télévisé)
- "Bed-de-papa-to-yobanaide (ベッドでパパと呼ばないで)"(ABC, 1987 feuilleton télévisé)
- "Kimurake-no-hitobito (木村家の人びと)"(TBS, 1988 feuilleton télévisé)
- "Y-shi-no-rinjin, Fumie (Y氏の隣人 踏み絵)" dans "Gimme a break (ギミア・ぶれいく)" (TBS, 1989 TV entertainment)
- "Tane (たね)" (NHK, 1992 feuilleton télévisé)
- "A Guru Is Born (教祖誕生)" (Toho films, 1992 film)

### Planification/Direction
- "Akete-gyoten-kura-no-naka 1 (開けて仰天蔵の中1)" et "Akete-gyoten-kura-no-naka 2 (開けて仰天蔵の中2)"dans "Tsuiseki (追跡 (情報番組))" (Nippon TV, 1988 programme d'information et de documentation)
- "Sarumawashi-no-furusato ~China~ (猿まわしのふるさと〜中国〜)" dans "Subarashiki-chikyu-no-tabi (素晴らしき地球の旅)" (NHK／BS II, 1997 programme travelogue)
- "Toki-wo-koeta-kessaku (時を超えた傑作)" (Sky PerfecTV! ch.750, 2001 programme d'information et de documentation)